# بازياب
بازياب هي قرية في مقاطعة خور وبيابانك، إيران. يقدر عدد سكانها بـ 72 نسمة بحسب إحصاء 2016.